# 考卡利烏帕齊拉 (蘭加馬蒂縣)
考卡利是孟加拉國的一個烏帕齊拉，位於吉大港專區的蘭加馬蒂縣。

## 人口
考卡利烏帕齊拉共有人口42409人，其中男性佔比53.92%，女性46.09%。該地7歲以上人口之平均識字率為27.7%，低於全國平均值（32.4%）。